# August Aspegren
August Alfred Aspegren, född 9 november 1846 i Nykarleby, död 12 november 1912 i Ruovesi, var en finländsk skådespelare och teaterchef.
Aspegren var son till Adrian Alfred Aspegren och Johanna Maria Henelius. Föräldrarna var  av svensk härkomst. Som ung anslöt sig Aspegren till finska armén, där han avancerade till underofficer. 1871 engagerades Aspegren vid August Westermarks teatergrupp, där han huvudsakligen gjorde svenska rolltolkningar. När Finlands nationalteater bildades 1872 anslöt sig Aspegren till den och kom där att vara verksam fram till 1887. Samma år grundade han med sin dåvarande hustru Aurora Aspegren Finska Folkteatern i Helsingfors.